# Acordo de Estatuto de Forças entre Estados Unidos e Iraque
O Acordo de Estatuto de Forças entre Estados Unidos e Iraque (nome oficial: Acordo entre os Estados Unidos da América e a República do Iraque Sobre a Retirada das Forças dos Estados Unidos do Iraque e a Organização de suas Atividades durante sua Presença Temporária no Iraque) é um Acordo de Estatuto de Forças entre o Iraque e os Estados Unidos, assinado pelo presidente George W. Bush em 2008. Estabeleceu que as forças de combate dos Estados Unidos se retirariam das cidades iraquianas até 30 de junho de 2009, e todas as forças de combate dos Estados Unidos estariam completamente fora do Iraque até 31 de dezembro de 2011. O pacto requeria acusações criminais para manter prisioneiros por mais de 24 horas e exigia um mandado de busca para casas e prédios que não estavam relacionados aos combates  Os contratados estadunidenses que trabalhavam para as forças dos Estados Unidos estariam sujeitos à lei criminal do Iraque, enquanto os contratados que trabalhavam para o Departamento de Estado e outras agências dos Estados Unidos manteriam sua imunidade. Caso as forças estadunidenses, entretanto, cometessem "graves crimes premeditados" enquanto estavam fora de serviço e fora da base, seriam submetidas a procedimentos por resolver estabelecidos por um comitê conjunto Estados Unidos-Iraque caso os Estados Unidos certificassem que as forças estavam fora de serviço.
O acordo expirou à meia-noite de 31 de dezembro de 2011, apesar de os Estados Unidos concluírem sua retirada final das tropas do Iraque em 16 de dezembro de 2011. A cerimônia simbólica em Bagdá "cobriu" oficialmente (retirou) a bandeira das forças estadunidense no Iraque, de acordo com a tradição do exército.
O governo iraquiano também aprovou um Acordo-Quadro Estratégico com os Estados Unidos, destinado a garantir a cooperação internacional, incluindo interesses de etnia minoritária, gênero e crenças e outros direitos constitucionais; dissuasão de ameaças; estudantes de intercâmbio; educação; e cooperação nas áreas de desenvolvimento de energia, higiene ambiental, assistência médica, tecnologia da informação, comunicações e aplicação da lei.
Vários grupos de iraquianos protestaram contra a aprovação do Acordo de Estatuto de Forças como o prolongamento e legitimação da ocupação, e o Grande Aiatolá Ali al-Sistani expressou preocupações com a versão ratificada. Outros iraquianos expressaram ceticismo de que os Estados Unidos encerrariam completamente sua presença até 2011. O secretário de Defesa dos Estados Unidos, Robert Gates, havia previsto que após 2011 ele esperaria ver "talvez várias dezenas de milhares de tropas americanas" como parte de uma força residual no Iraque. Alguns norte-americanos debateram sobre "brechas" e alguns iraquianos afirmaram acreditar que partes do pacto permaneciam um "mistério".